# Орлова, Анастасия Александровна
Анастасия Александровна Рогах (род. 1981) — российская детская поэтесса, писательница, переводчица, лауреат премии Президента России в области литературы и искусства за произведения для детей и юношества 2016 года. В 2019 году Анастасия, совместно с партнерами, учредила свое издательство под названием «Книжный дом Анастасии Орловой», в котором и работает на должности главного редактора.

## Биография
Отец — Орлов Александр Павлович, мать — Орлова (Магеря) Валентина Захаровна, старший брат Дмитрий. Анастасия Орлова — псевдоним, под которым публикуются её произведения, образован от фамилии автора в девичестве.
Родилась 27 января 1981 года в г. Волжский, Волгоградской области. В 1998 году окончила школу, с золотой медалью, в городе Кызыле Республики Тыва. В 2003 году окончила, с отличием, Хакасский государственный университет имени Н. Ф. Катанова. В 2008 году вместе с семьей переехала в город Ярославль. В 2003 вышла замуж, имеет двоих сыновей.

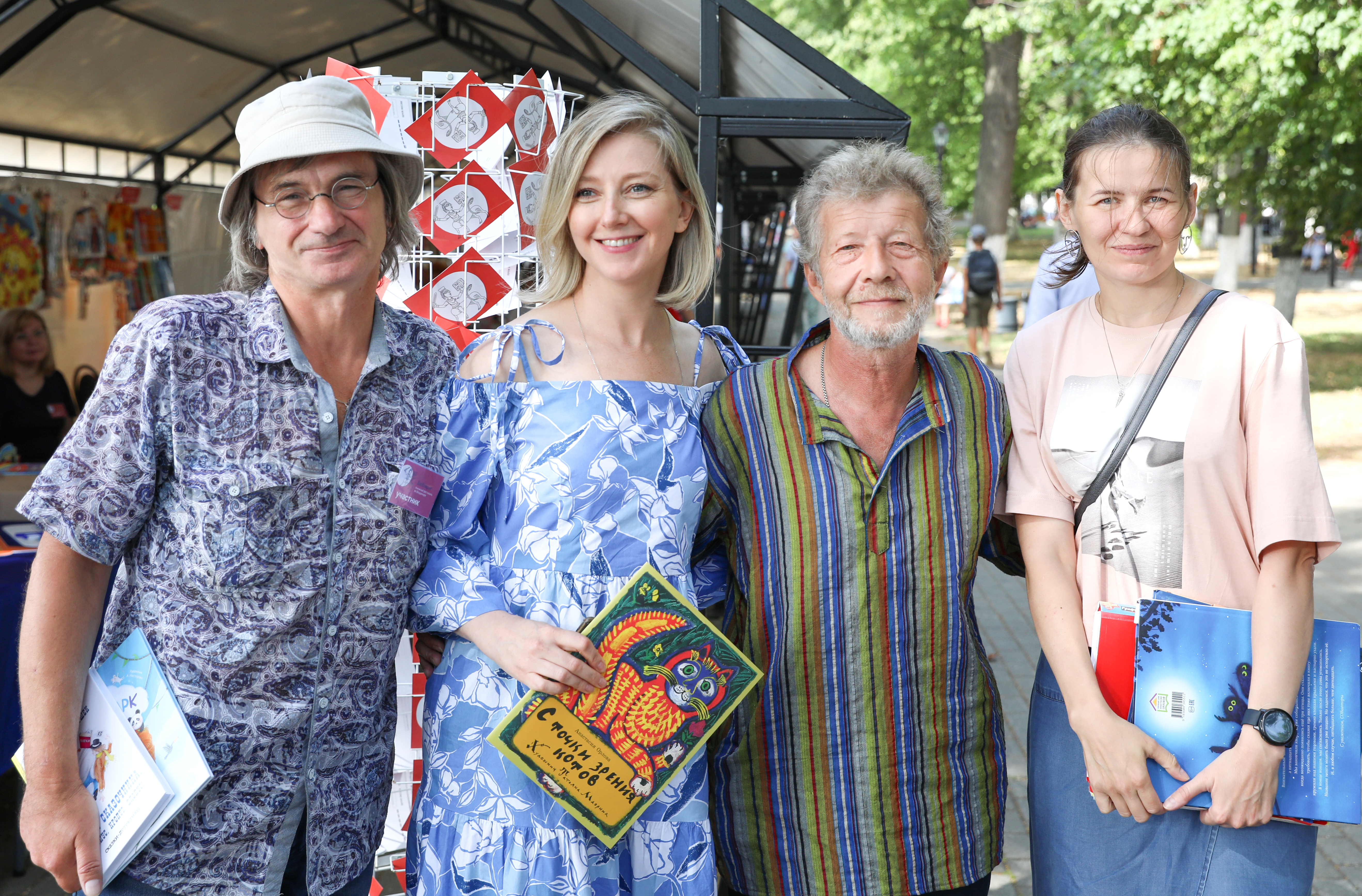
Игорь Жуков, Анастасия Орлова, Андрей Усачёв, Галина Дядина на книжном фестивале Китоврас — 2022

## Творчество
Первое стихотворение «Лягушачье счастье» девятилетней Насти Орловой опубликовано в журнале для детей «Трамвай».
Все началось с любви к стихам и журналу „Трамвай“, где опубликовали мое первое детское стихотворение. Это меня, в общем, очень восхитило тогда. Да и сейчас, если честно. Потом ещё была публикация в журнале „Мы“ который тоже читала с любовью. Вот так я жила себе, придумывала-сочиняла, а когда выросла, писать постепенно перестала. Стихи вернулись, когда народился и слегка подрос второй сын. И это, поверьте, большая радость для меня — писать детские книжки. Первым распахнул мне свои объятия замечательный журнал „Кукумбер“. В Интернете можно читать и перечитывать архив журнала, как ценную книгу. К моему большому сожалению, журнал сейчас не издаётся. А потом были „Мурзилка“ и „Весёлые картинки“. И сейчас с ними дружим».Анастасия Орлова
Первая книжка «Яблочки-пятки» вышла в 2012 году и отмечена премиями им. Антона Дельвига и Самуила Маршака «За дебют в детской литературе» в 2013 году.
Лауреат премии им. Корнея Чуковского, стипендиат Министерства культуры РФ, победитель конкурса «Новая детская книга», член Союза писателей Москвы.
Автор более 20 книг для детей: «Яблочки-пятки», «Это грузовик, а это прицеп», «Грузовик и прицеп едут в командировку», «Грузовик, прицеп и новогодняя елка», «Мы плывём на лодке», «Речка, речка, где твой дом?», «Со стихами целый день» «Ромашки» и многих других. Стихи Анастасии опубликованы в журналах «Кукумбер», «Мурзилка», «Чиж» и «Ёж», «Жёлтая гусеница», «Пролог», в газетах «Детский сад со всех сторон», «Про нас», «Пионерская правда», «Золотое кольцо», «Тихая минутка», альманахах «Академия поэзии 2009», «Академия поэзии 2010». Произведения Анастасии Орловой напечатаны в коллективных сборниках «Новые писатели России 2011», «Каталог лучших произведений 2011», «Как хорошо-2», «Современные писатели — детям». Сотрудничает с издательствами «РОСМЭН», «Молодая гвардия», «АСТ», «Манн, Иванов и Фербер», «Дом детской книги», «Лабиринт», «Октопус» и другими. Руководитель мастер-классов по писательскому мастерству для детей и взрослых.
Театр им. Маяковского поставил спектакль на стихи Анастасии Орловой — «Малыш и Кот» авторы: Е. Гаева, Н. Беленицкая и А. Орлова. Премьера спектакля состоялась 26 декабря 2015 года.
«ЕСЛИ ВАРИТСЯ ВАРЕНЬЕ, ЗНАЧИТ В МИРЕ ВСЕ В ПОРЯДКЕ!» — под таким девизом вышел спектакль «СтихоВаренье», 26 февраля 2016 состоялась премьера — спектакль для детей, созданный Юлией Пересильд, на стихи Марии Рупасовой, Наталии Волковой, Анастасии Орловой. Спектакль «СтихоВаренье» путешествует по разным театральным площадкам: театр «Современник», Театр Ермоловой, Театр наций . В каждом спектакле задействован разный актёрский состав. Спектакль благотворительный, деньги от продажи билетов поступают в фонд «Галчонок».
В 2019 году Анастасия, совместно с партнерами, учредила свое издательство под названием «Книжный дом Анастасии Орловой», в котором и работает на должности главного редактора. В этом же году, издательство «Книжный дом Анастасии Орловой», выпустило свои первые книжки, в числе которых и новая книга Анастасии «Пальчики-мальчики».

### Публикации в журналах
- Литературный иллюстрированный журнал для детей «Трамвай». Публикации:
  - ЛЯГУШАЧЬЕ СЧАСТЬЕ (#01 1991)
- Литературный иллюстрированный журнал для детей «Кукумбер». Публикации:
  - Про скамейки (#09 2011)
  - Гостиница для гусениц (#07 2011)
  - Про чемодан (#04 2011)
  - Один день из жизни мальчишкиной варежки; Льдинка (#10 2010)
  - Я по улице шагаю; Бродит осень рядом где-то; Лужища и думища; Осенью (#09 2010)
  - Сегодня дождь идёт с утра; Новая звезда (#08 2010)
  - Происшествие в ванной; Поролоновая губка; Надеваю колготки (#03 2010)
- Литературный иллюстрированный журнал для детей «МЫ». Публикации:
  - «Дороги» № 2 за 1998 г.
- «Мы едем на море» № 1 за 2012 г. Литературный журнал для семейного чтения «День и ночь»[14]
- «Люди сворачиваются калачиками» № 11 за 2014 г. Литературно-художественный журнал «Октябрь»
- «Я плыву в гамаке» № 11 за 2017 г. Литературно-художественный журнал «Октябрь»
- «Сердце — рыбка» № 11 за 2017 г. Литературно-художественный журнал «Дружба народов»
- Интернет-журнал «Пролог». Публикации:
  - «БЫЛ У НАС НЕДАВНО ДОЖДЬ…» (Проложек), 2014-03-28
  - «СТИХИ ДЛЯ ДЕТЕЙ». (Проложек), 2011-06-23
  - «ЛЕНИВЫЙ ПЛАСТИЛИН». (Проложек), 2011-04-05

### Книги
- «Яблочки-пятки. Стихи для самых маленьких» («ДЕТГИЗ», «Гриф», СПб., 2012, 2013, 2014,2016, 2017);
- «И про маму, и про бабушку» («Астрель», М., 2012);
- «Времена года» («Астрель», М., 2012);
- «Детки у наседки» («Астрель», М., 2012);
- «Читаем дома и в детском саду» («Астрель», М., 2013);
- «Азбука в стихах» («Рипол-классик», М., 2012);
- «Ав-ав-ав! Р-р-р!» («АСТ», М., 2013);
- «Читаем в детском саду» («АСТ», М., 2013);
- «Обожаю ходить по облакам» («Росмэн», М., 2013);
- «Грузовик и прицеп. Дорожная азбука» («АСТ», М., 2014);
- «Машинки» («АСТ», М., 2014);
- «Речка, речка, где твой дом?» («ДЕТГИЗ», СПб., 2014);
- «Ромашки» («Октопус», М., 2015);
- «Мы плывём на лодке» («Детгиз», 2016);
- «Это грузовик. А это прицеп» («Росмэн», 2015);
- «Как приходит Новый год» («Росмэн», 2016);
- «Плывёт моя флотилия» («АСТ», 2016);
- «Рыбинск — город у реки» («Медиарост», 2016);
- «Маленький-маленький ветер» («Детское время», 2016);
- «Как здорово!» («Качели», 2017);
- «Грузовик и прицеп едут в командировку» («Росмэн-Пресс», 2017);
- «Сладкий урок» («Лабиринт», 2017);
- «Малышам» («АСТ», 2017);
- «Первые книжки. Игрушки» («Лабиринт», 2018);
- «Грузовик, прицеп и новогодняя елка» («Росмэн-Пресс», 2018);
- «Сонная книга» («Лабиринт», 2018);
- «Море за углом» («Эгмонт», 2018);
- «Секрет бабочки» («Росмэн-Пресс», 2018);
- «Со стихами целый день» («Росмэн-Пресс», 2018);
- «Первые книжки» — Серия книг:
  - «В деревне» («Лабиринт», 2018);
  - «Огород» («Лабиринт», 2018);
  - «Поехали!» («Лабиринт», 2018);
  - «Огород» («Лабиринт», 2018);
- «Ярославль: истории для детей» («Медиарост», 2019);
- «В голове цветные мысли» («Время», 2019);
- «Ниточка» («Лев», 2019);
- «В небо вырастать» («Московская Патриархия РПЦ», 2019);
- «Пальчики-мальчики» («Книжный дом Анастасии Орловой», 2019);
- «Невероятно длинная история про таксу» («Лабиринт», 2019);
- «Что везет нам Дед Мороз?» («Манн, Иванов и Фербер», 2019);
- «Хорошо гулять зимой» («Манн, Иванов и Фербер», 2019);
- «Не тревожьте носорога. Азбука» («Книжный дом Анастасии Орловой», 2019).

### Переводы
- «Черный и белый» («Вектор-Детство», 2016) Ипкар Далов, перевод с английского;
- «Баю-бай, до утра!» («Манн, Иванов и Фербер», 2017) Кассандра Вебб, перевод с английского; — Серия из 4-х книг («Лабиринт Пресс», 2017) перевод с английского:
  - «Я такой»;
  - «Прыг-хлоп»;
  - «Рос и вырос»;
  - «Там и тут»;

### Сборники
- "Пегас в крапинку. Стихи современных детских поэтов. («Росмэн», 2015);
- «Страна Наоборот. Современные поэты — детям» («Оникс», 2017);
- «100 стихов на круглый год» («Росмэн-Пресс», 2017);
- «Все самые лучшие азбуки» («АСТ», 2018);
- «Библиотека Михаила Яснова»:
  - «Колесо обозрения. Стихи современных поэтов для детей» («Клевер Медиа Групп», 2016);
  - «Моя семья и я!» («Клевер Медиа Групп», 2017);
  - «Зимний зверинец» («Клевер Медиа Групп», 2018).

## Фильмография
- «Яблочки-пятки» — мультфильм, по книге стихов «Яблочки-пятки» Анастасии Орловой, студия «МетрономФильм», автор сценария, художник-постановщик и режиссёр — Мария Соснина, продюсер — Арсен Готлиб[15].
- «Маленький-маленький ветер» — мультфильм, по книге стихов «Маленький-маленький ветер» Анастасии Орловой, студия «МетрономФильм», автор сценария — Анастасия Орлова, художник-постановщик и режиссёр — Мария Соснина, продюсер — Арсен Готлиб[16].
- «Бесконечная такса» — Весёлая карусель № 46 — мультфильм, по мотивам стихов Анастасии Орловой, «Союзмультфильм», 2017 г[17].

## Спектакли
- «МАЛЫШ И КОТ» — театр им. Маяковского (г. Москва), автор: Е. Гаева, Н. Беленицкая, А. Орлова[18], постановка: Екатерина Гаева. Премьера спектакля состоялась 26 декабря 2015 года;
- «СтихоВаренье» — театр «Современник» (г. Москва), театр «Ермоловой» (г. Москва), театр «Наций» (г. Москва) режиссёр спектакля — Юлия Пересильд, спектакль для детей, созданный на стихи Марии Рупасовой, Натальи Волковой, Анастасии Орловой[19] 26.02.2016 г.;
- «Это грузовик, а это прицеп» — Кировский театр кукол им. А. Н. Афанасьева (г. Киров), автор: А. Орлова[20], постановка: Ролан Боннин. Премьера спектакля состоялась 18 марта 2018 года;
- «Если небо взять рукою» — «Центре культурных инициатив» (г. Красноярск), идея постановки Ольга Кичайкина, режиссёр — Ксений Пищик, сценарист — Наталья Машегова. Постановка на стихи современных детских поэтов: Михаила Яснова, Анастасии Орловой, Виктора Лунина, Сергея Махотина, Ульяны Яворской, Ольги Левской, Рустама Карапетьяна[21]. 29 октября 2018 года.

## Награды и премии

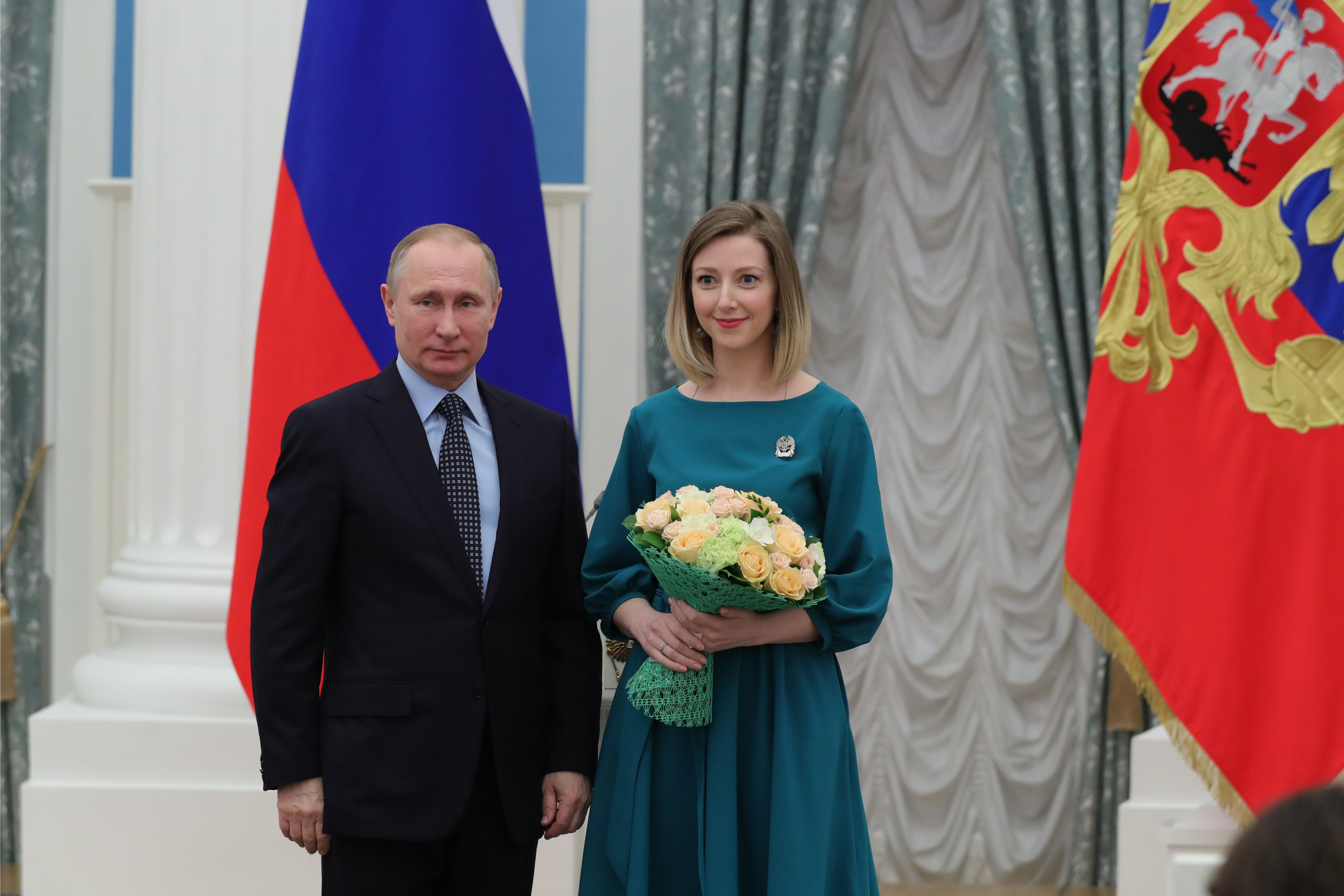
Вручение премии Президента в области литературы и искусства за произведения для детей и юношества 2016 года. 24 марта 2017 года

- 2012 — премия им. Антона Дельвига в номинации «Литрезерв»[22];
- 2013 — премия им. Самуила Маршака в номинации «Дебют», за книгу «Яблочки-пятки»[23];
- 2014 — лауреат премии им. Корнея Чуковского — премия и специальный приз детского жюри «Золотой крокодил»[24];
- 2013—2014 — призер литературного конкурса «Новая детская книга» — 2-е место в номинации «Детские сказки и рассказы», за книгу  «Это грузовик, а это прицеп»[25];
- 2016 — лауреат премии Президента РФ в области литературы и искусства за произведения для детей и юношества[26];
- 2020 — лауреат Премии Правительства Москвы имени Корнея Чуковского в области детской литературы в  номинации «Лучший поэтический сборник для детей в возрасте до 7 лет», за книгу «В голове цветные мысли»[27].

## Общественная деятельность
С 2018 года состоит в Совете при Президенте Российской Федерации по культуре и искусству